# Kabinett Messmer II
Das Kabinett Messmer II wurde am 6. April 1973 gebildet, nachdem Pierre Messmer am 3. April 1973 wieder zum Premierminister ernannt worden war. Die Regierung löste das erste Kabinett Messmer ab. Die Ernennung der Staatssekretäre erfolgte zum 13. April 1973, wobei diejenigen Minister und Staatssekretäre, die bereits der ersten Regierung Messmer angehört hatten, ihre Ämter zunächst weiter ausübten. Am 23. Oktober wurde die Regierung teilweise umgebildet. Die Regierung war bis zum 28. Februar 1974 im Amt und wurde dann vom Kabinett Messmer III abgelöst.

## Kabinett

### Minister
Dem Kabinett gehörten folgende Minister an:
| Amt                                                              | Name                     | Beginn der Amtszeit | Ende der Amtszeit |
| ---------------------------------------------------------------- | ------------------------ | ------------------- | ----------------- |
| Premierminister                                                  | Pierre Messmer           | 29. März 1973       | 28. Februar 1974  |
| Siegelbewahrer, Justizminister                                   | Jean Taittinger          | 6. April 1973       | 28. Februar 1974  |
| Außenminister                                                    | Michel Jobert            | 6. April 1973       | 28. Februar 1974  |
| Innenminister                                                    | Raymond Marcellin        | 29. März 1973       | 28. Februar 1974  |
| Minister für die Streitkräfte                                    | Robert Galley            | 6. April 1973       | 28. Februar 1974  |
| Minister für Wirtschaft und Finanzen                             | Valéry Giscard d’Estaing | 29. März 1973       | 28. Februar 1974  |
| Minister für nationale Bildung                                   | Joseph Fontanet          | 29. März 1973       | 28. Februar 1974  |
| Minister für Raumplanung, Ausrüstung, Wohnungsbau und Tourismus  | Olivier Guichard         | 29. März 1973       | 28. Februar 1974  |
| Minister mit der Zuständigkeit für Verwaltungsreformen           | Alain Peyrefitte         | 6. April 1973       | 28. Februar 1974  |
| Minister für den Schutz von Natur und Umwelt                     | Robert Poujade           | 6. April 1973       | 28. Februar 1974  |
| Kulturminister                                                   | Maurice Druon            | 6. April 1973       | 28. Februar 1974  |
| Minister für Landwirtschaft und ländliche Entwicklung            | Jacques Chirac           | 29. März 1973       | 28. Februar 1974  |
| Minister für industrielle Entwicklung und Wissenschaft           | Jean Charbonnel          | 29. März 1973       | 28. Februar 1974  |
| Minister für Handel und Handwerk                                 | Jean Royer               | 6. April 1973       | 28. Februar 1974  |
| Minister mit der Zuständigkeit für die Beziehungen zum Parlament | Joseph Comiti            | 6. April 1973       | 28. Februar 1974  |
| Minister für Arbeit, Beschäftigung und Bevölkerung               | Georges Gorse            | 6. April 1973       | 28. Februar 1974  |
| Minister für öffentliche Gesundheit und soziale Sicherheit       | Michel Poniatowski       | 6. April 1973       | 28. Februar 1974  |
| Verkehrsminister                                                 | Yves Guéna               | 6. April 1973       | 28. Februar 1974  |
| Informationsminister                                             | Philippe Malaud          | 6. April 1973       | 23. Oktober 1973  |
| Informationsminister                                             | Jean-Philippe Lecat      | 23. Oktober 1973    | 28. Februar 1974  |
| Minister für Post und Telekommunikation                          | Hubert Germain           | 29. März 1973       | 28. Februar 1974  |
| Minister für die Überseegebiete                                  | Bernard Stasi            | 6. April 1973       | 28. Februar 1974  |
| Minister für Veteranen und Kriegsopfer                           | André Bord               | 29. März 1973       | 28. Februar 1974  |
| Minister für den öffentlichen Dienst                             | Philippe Malaud          | 23. Oktober 1973    | 28. Februar 1974  |

### Staatssekretäre
Dem Kabinett gehören ferner folgende Staatssekretäre an:
| Amt                                                                                   | Name                     | Beginn der Amtszeit | Ende der Amtszeit |
| ------------------------------------------------------------------------------------- | ------------------------ | ------------------- | ----------------- |
| Staatssekretär beim Premierminister                                                   | Paul Dijoud              | 13. April 1973      | 28. Februar 1974  |
| Staatssekretär beim Premierminister                                                   | Pierre Mazeaud           | 13. April 1973      | 28. Februar 1974  |
| Staatssekretär im Außenministerium                                                    | Jean de Lipkowski        | 13. April 1973      | 28. Februar 1974  |
| Staatssekretär im Außenministerium                                                    | Jean-François Deniau     | 13. April 1973      | 28. Februar 1974  |
| Staatssekretär im Innenministerium                                                    | Pierre Vertadier         | 13. April 1973      | 28. Februar 1974  |
| Staatssekretär im Ministerium für die Streitkräfte                                    | Aymar Achille-Fould      | 13. April 1973      | 28. Februar 1974  |
| Staatssekretär im Ministerium für Wirtschaft und Finanzen                             | Jean-Philippe Lecat      | 13. April 1973      | 23. Oktober 1973  |
| Staatssekretär im Ministerium für Wirtschaft und Finanzen                             | Henri Torre              | 23. Oktober 1973    | 28. Februar 1974  |
| Staatssekretärin im Ministerium für nationale Bildung                                 | Suzanne Ploux            | 13. April 1973      | 28. Februar 1974  |
| Staatssekretär im Ministerium für nationale Bildung                                   | Jacques Limouzy          | 13. April 1973      | 28. Februar 1974  |
| Staatssekretär im Ministerium für Raumplanung, Ausrüstung, Wohnungsbau und Tourismus  | Christian Bonnet         | 13. April 1973      | 28. Februar 1974  |
| Staatssekretär im Ministerium für Raumplanung, Ausrüstung, Wohnungsbau und Tourismus  | Aimé Paquet              | 13. April 1973      | 28. Februar 1974  |
| Staatssekretär im Ministerium für industrielle Entwicklung und Wissenschaft           | Henri Torre              | 13. April 1973      | 23. Oktober 1973  |
| Staatssekretär im Ministerium mit der Zuständigkeit für die Beziehungen zum Parlament | Olivier Stirn            | 13. April 1973      | 28. Februar 1974  |
| Staatssekretär im Ministerium für Arbeit, Beschäftigung und Bevölkerung               | Christian Poncelet       | 13. April 1973      | 28. Februar 1974  |
| Staatssekretärin im Ministerium für öffentliche Gesundheit und soziale Sicherheit     | Marie-Madeleine Dienesch | 13. April 1973      | 28. Februar 1974  |
| Staatssekretär im Verkehrsministerium                                                 | Pierre Billecocq         | 13. April 1973      | 28. Februar 1974  |